# Садовый (Урицкий район)
Садовый — посёлок в Урицком районе Орловской области России.
Входит в состав Луначарского сельского поселения.

## География
Расположен на левом берегу реки Цон, на противоположном берегу находится деревня Ашихменка, также на северо-востоке граничит с деревней Белый Колодец.
Через Садовый проходит просёлочная дорога, выходящая на автомобильную дорогу; имеется одна улица — Заречная.

## Население
| 2010 |
| ---- |
| 44   |